# Бресе (Ду)
Бресе (фр. Bréseux) насеље је и општина у источној Француској у региону Франш-Конте, у департману Ду која припада префектури Монбелијар.
По подацима из 2011. године у општини је живело 439 становника, а густина насељености је износила 59,57 становника/km². Општина се простире на површини од 7,37 km². Налази се на средњој надморској висини од 760 метара (максималној 910 m, а минималној 570 m).

## Демографија
| 1962. | 1968. | 1975. | 1982. | 1990. | 1999. | 2011. |
| ----- | ----- | ----- | ----- | ----- | ----- | ----- |
| 241   | 255   | 264   | 294   | 369   | 404   | 439   |

График промене броја становника у току последњих година